# جين ميشالسكي
جين ميشالسكي (بالإنجليزية: Jen Michalski)‏ (1972)؛ روائية أمريكية.